# Vwo-plus
Vwo-plus is in Nederland een aanvulling op het voorbereidend wetenschappelijk onderwijs. Het vwo+ bestaat meestal uit meer (minimaal twee) vakken dan het reguliere vwo en beslaat zes jaar, gelijk aan het reguliere vwo. Omdat meer vakken binnen dezelfde tijdsduur doorlopen worden, is vwo+ een zwaardere opleiding dan het reguliere vwo (atheneum en gymnasium). 

## Lessen/vakken
In het totale lesrooster worden sommige vakken ingekort, vaak wiskunde en Nederlands, en vakken gegeven die op andere schoolniveaus zoals mavo, havo en vwo niet (altijd) gegeven worden. Voorbeelden zijn: Spaans, ICT, Management, Project,  Filosofie en Wetenschapsoriëntatie. De keuze qua vakken kan per school verschillen, niet iedere school biedt elk vak aan.

## Doel
Dit schoolniveau is tevens opgericht om de meerbegaafde en hoogbegaafde leerling te herkennen, ondersteunen en te stimuleren.

## Geschiedenis
Het vwo-plus bestaat nog niet zo heel lang. Het is in 2000 goedgekeurd door de minister van onderwijs.

## Plusklas
Vwo-plus wordt ook wel een plusklas genoemd, maar dat is wat onduidelijk omdat een plusklas ook iets anders kan betekenen namelijk een (bovenschoolse) opvang voor hoogbegaafde kinderen op een basisschool. Zoiets wordt ook wel een verrijkingsklas genoemd. Dit soort klassen bestaan veelal uit een wekelijks dagdeel met aangepast onderwijsaanbod.
In onder meer Amsterdam zijn er ook plusklassen voor tweetalige allochtone leerlingen van de basisschool om hen bij te spijkeren op taalgebied. Dan heeft de term plusklas dus een geheel andere betekenis. Dit soort klassen worden ook wel topklassen genoemd. Ook deze klassen zijn veelal een dagdeel per week.
Soms wordt een plusklas ook georganiseerd om basisschoolleerlingen te interesseren voor een vwo-loopbaan, dit is onder meer in Emmen het geval. Ook wordt de term plusklas wel  gebruikt om extra lessen aan te duiden die naast het reguliere programma door de leerlingen gevolgd worden. Dit hoeven niet alleen vwo-leerlingen te zijn.